# Tabula rasa (Pärt)

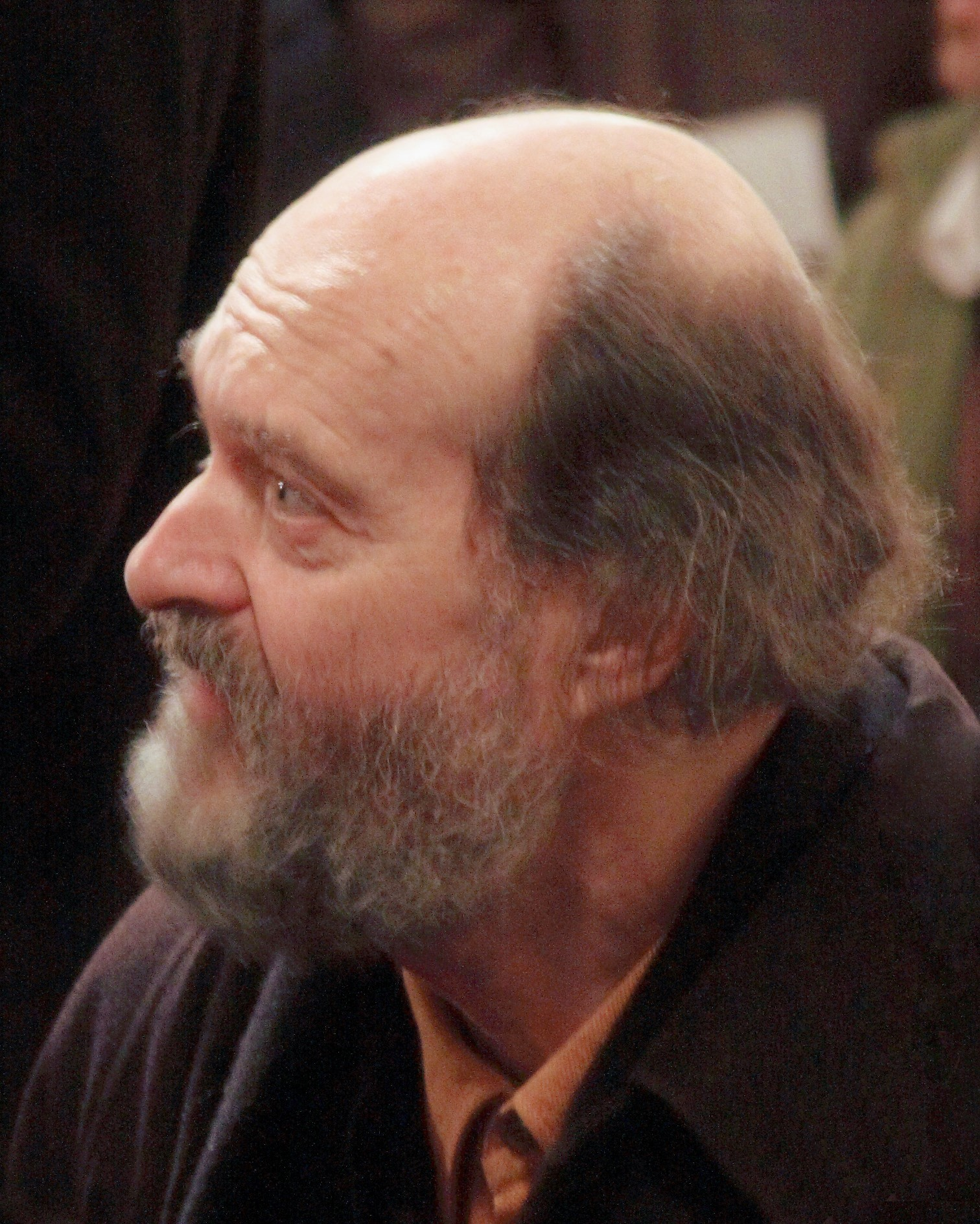
Retrat d'Arvo Pärt, compositor de l'obra.

Tabula rasa és una obra escrita el 1977 pel compositor estonià Arvo Pärt. La componen dos moviments, Ludus i Silentium, i és un concert doble per a dos violins, orquestra de corda i piano preparat.

## Història
El 1968, Arvo Pärt va començar una fase de silenci mediàtic i de “reorientació artística”. Durant aquest període, va desenvolupar el seu estil de composició tintinnabuli, que combina dues veus, una tocant les notes d'una escala diatònica (veu melòdica), i l'altra les d'una tríada tònica (veu tintinnabuli). Pärt va emergir d'aquest període d'innovació el 1976, moment en què va compondre moltes de les seves obres més conegudes, incloent-hi Fratres, Cantus in Memoriam Benjamin Britten i Summa, tot escrit en l'estil tintinnabuli. Tabula rasa és una d'aquestes peces més primerenques, i ostenta la distinció de ser una de les primeres composicions de Pärt que va aconseguir arribar fora d'Estònia i de la Unió Soviètica.

### Composició i estrena
Pärt va compondre Tabula rasa a petició d'Eri Klas, un amic i director, que va recórrer a Pärt per escriure una peça per acompanyar el Concerto Grosso d'Alfred Schnittke, escrit per a dos violins, piano preparat, clavicèmbal i un quartet de corda, en un concert a estrenar. La peça està dedicada al violinista Gidon Kremer. Kremer la va estrenar a Tallinn, Estònia, el 30 de setembre, amb Tatjana Grindenko com a segon violí, Alfred Schnittke en el piano preparat, i l'orquestra de cambra de Tallinn, dirigida per Eri Klas.

### Edicions
Pärt va estrenar dues versions de Tabula rasa el 1977. La primera, per a dos violins, piano preparat i orquestra de cambra de corda. La segona, va substituir un violí per una viola.

### Enregistrament
El 1984, ECM, sota la direcció de Manfred Eicher, Pärt va estrenar el seu primer àlbum titulat Tabula rasa, que va comptar amb els intèrprets Gidon Kremer, Tatiana Grindenko, Alfred Schnittke i amb l'Orquestra de cambra lituana, dirigida per Saulus Sondeckis. Aquest enregistrament va ser la primera de la llarga col·laboració de Pärt amb ECM i Eicher. Un altre enregistrament excel·lent és el d'EMI. Tasmin Little és el solista amb Martin Roscoe (piano) i la Bournmouth Sinfonietta dirigida per Richard Studt que també és segon violí.

## Instrumentació
Tabula rasa està composta per a dos violins de solo (o un violí i una viola), piano preparat i orquestra de cambra de corda (dos violins, viola, violoncel, contrabaix).
La partitura indica les notes que han d'estar preparades en el piano, i precisa, Das Klavier soll nach Möglichkeit elektrisch verstärkt werden, que significa, el piano hauria de ser amplificat si és possible.

## Forma

### Ludus
El primer moviment de Tabula rasa està titulat Ludus, que significa "joc" en llatí. El moviment conté moments alternats de silenci i variacions de cànon que s'expandeixen, una cadència, i un meno mosso final. El moviment comença amb els dos violins de solo que toquen una vuitena fortissimo en "A", seguit per una gran pausa de vuit compassos. Aquesta octava destaca el gran rang de quatre octaves en el violí, amb el segon violí tocant A3 i el primer tocant A7.
L'orquestra de corda entra per parelles després de la pausa, en la primera "variació" en el to, "A". Pärt fa entrar a cada instrument de corda per parelles, primer violí en dues parts, segon violí i viola, violoncel i contrabaix. Les parelles entren en ordre des dels tons més alts als més baixos, cada mig compàs, començant amb els primers violins. Pärt divideix cada parell en una veu melòdica i una tintinnabuli. La veu melòdica toca les notes de l'escala de la menor, i la tintinnabuli les de la tríade menor de la. Quan el violoncel i el contrabaix acaben la seva figura melòdica, el contrabaix continua tocant una nota pedal la, fins que arriba al mm. 6, quan es reverteix el patró, i de nou les parelles d'instruments entren, separats per una mig compàs, però aquesta vegada començant amb el parell d'instrument més baix (violoncel i contrabaix).
Els patrons d'entrada i sortida de l'orquestra de corda es reflecteixen en les parts de violí del solo. Quan l'orquestra introdueix cada part de to més alt a més baix, el violí toca una melodia en corxeres, quan toca el baix, les parts de solo canvien i toquen tresets, i quan l'orquestra de cambra reverteix el patró i entren de nou de la tonalitat més baixa a la més alta, el violí solista toca semicorxeres. Quan l'orquestra acaba de tocar, un dels violins de solo i el piano preparat toquen junts, seguit per una gran pausa de set compassos.
Pärt pren aquest patró de variació i el desenvolupa vuit vegades, cada vegada allargant la figura melòdica en els fragments orquestrals per dos compassos. Les variacions s'allarguen de 8 compassos, a 13, 17, 21, 26, 31 i 35, abans de la variació final. Mentre les variacions s'allarguen, Pärt també afegeix un to nou a cada variació fins que tots els tons de l'escala en la menor estan representats en la cinquena variació. Les variacions cada vegada s'acosten més a mesura que Pärt escurça la durada de les pauses després de cada variació, a raó d'un compàs. En la vuitena variació, Pärt no usa cap silenci, i en canvi escriu una cadenza per a tots els instruments. En la cadenza, els violins de solo i el piano preparat toquen acords arpegiats, mentre les seccions de l'orquestra de corda toquen una escala descendent de tres octaves, començant en mi. La cadenza dura 22 compassos, fins que el piano toca el primer accidental del moviment, fa sostingut, assenyalant el principi de la secció final, meno mosso.
El meno mosso està dividit en frases de dues línies. L'orquestra de corda toca un acord dividit en negres, mentre els violins de solo arpegien les notes de l'acord en semicorxeres per damunt. Cada vegada que canvia la tonalitat en l'orquestra, el piano ressalta la textura amb un acord de la menor amb ambdues mans. El meno mosso torna cap a la tonalitat de la menor a través de diversos acords, començant amb un disminuït de fa sostingut. Quan els solistes i l'orquestra finalment arriben a l'acord de la menor, els solistes toquen l'octava d'obertura, seguit per quatre compassos de silenci en els quals l'orquestra de cambra toca un acord fortissimo de la menor.

### Silentium
El segon moviment de Tabula rasa, Silentium, o silenci, està compost en re menor, fent l'efecte d'una cadència de 5ª a 1ª en relació al Ludus en la menor. El moviment comença amb un segon acord de re menor invertit, arpegiat pel piano preparat. Silentium s'expandeix com un cànon de mensuració. Pärt divideix els instruments en tres seccions; violins de solo, primer violí i segon violí, i viola i cello. Cada parell, dividit en veus melòdiques i tintinnabuli, comença en un to central, i es mou amb velocitats rítmiques diferents. Pärt expandeix la música per afegir un to damunt i un altre sota el to central de cada parell en cada secció successiva. Cada vegada que els violins tornen al seu to central, re, el piano toca un concorde de re menor i el contrabaix toca una octava de re. Una vegada que totes les seccions arriben a la seva gamma d'octava expandida, s'esvaeixen de la textura. Els violins de solo, que es mouen en la velocitat rítmica més lenta, arriben a aquesta gamma en el compàs 130, i llavors comencen un descens de l'escala de re menor al llarg de quatre octaves. Mentre els violins descendeixen l'escala, les veus més baixes tornen a la textura i ajuden al moviment descendent, fins que els violins acaben la seva escala, i deixen que la viola solista, el violoncel solista i el contrabaix solista continuïn l'escala en el seu registre baix. La viola i el violoncel acaben l'escala, deixant només al contrabaix, el qual continua tocant fins que arriba al mi, el segon grau de l'escala de re menor. Pärt omet el re final de l'escala, deixant l'oient amb quatre línies escrites de silenci per resoldre la peça.

## Recepció i influència

### Actuacions notables
La primera representació de Tabula rasa a Tallinn el 1977 es va considerar un èxit important. El compositor Erkki-Sven Tuur, va dir: “em van portar més enllà. Vaig sentir que l'eternitat em tocava a través d'aquesta música... ningú va voler començar a aplaudir.”